# Jay DeFeo
Mary Joan DeFeo (* 31. März 1929 in Hanover, Vereinigte Staaten; † 11. November 1989 in Oakland, Vereinigte Staaten) war eine amerikanische Malerin, Fotografin, Bildhauerin und Hochschullehrerin. Sie war eine abstrakte Expressionistin und ist vor allem für ihr Werk mit dem Titel Die Rose bekannt, an dem sie acht Jahre arbeitete.

## Leben und Werk
DeFeo war das einzige Kind eines italienisch-amerikanischen Medizinstudenten und einer Krankenschwester aus einer deutsch-österreichischen Einwandererfamilie. 1932 zog sie mit ihrer Familie in die San Francisco Bay Area, wo sich ihr Vater an der medizinischen Fakultät der Stanford University einschrieb. Sie wuchs in der San Francisco Bay Area auf und pendelte zwischen ihrer Mutter und beiden Großelternpaaren in Colorado. Ihre Eltern ließen sich 1939 scheiden, als sie noch in der Grundschule war, und sie wuchs danach bei ihrer Mutter in San Jose auf. Ihr Interesse an Kunst wurde durch einen Kunstlehrer in der High School gefördert. 1946 begann sie ihr Kunststudium bei vielen bekannten Kunstprofessoren, darunter Margaret Peterson O’Hagan an der University of California, Berkeley, und erwarb 1950 einen Bachelor- und 1951 einen Master-Abschluss. Zu ihren Mitstudenten gehörten Pat Adams, Walter Askin, Sam Francis und Fred Martin.
1951 reiste sie mit einem Sigmund Martin Heller Travelling Fellowship und Unterstützung ihrer Mutter und Großmutter nach Europa. Sie besuchte für drei Monate Paris, dann London, fuhr durch Spanien und weiter nach Nordafrika, zurück nach Spanien, dann entlang der Küste Italiens für sechs Monate nach Florenz. Sie besuchte die Höhle von Altamira, studierte prähistorische Malerei in Frankreich und Spanien sowie Kunst und Architektur der Renaissance in Florenz. In drei Monaten in Florenz schuf sie mehr als zweihundert Werke.
Sie kehrte 1953 in die Bay Area zurück und konzentrierte sich bald darauf auf die Herstellung von Drahtschmuck, um ihren Lebensunterhalt zu verdienen. Einige Jahre später wandte sie sich wieder der Malerei zu und hatte 1954 ihre erste Einzelausstellung. Sie begann, ihre Werke in Galerien in San Francisco auszustellen, und 1959–1960 wurde sie als J. de Feo in die Ausstellung Sixteen Americans des New Yorker Museum of Modern Art aufgenommen. In den späten 1950er Jahren begann sie, ihre Arbeiten sowohl in der Ferus Gallery in Los Angeles als auch in der Dilexie Gallery in San Francisco auszustellen. Beide Galerien waren Zentren für kalifornische Avantgarde-Künstler.
1954 heiratete sie den Künstler Wally Hedrick, mit dem sie sich neben einigen anderen Künstlern ein Gebäude in der Fillmore Street teilte, das zu einem beliebten Treffpunkt für Künstler wurde.

## The Rose
1958 begann DeFeo mit der Arbeit an ihrem Meisterwerk The Rose. Ursprünglich war das Gemälde etwa 9 × 7 Fuß groß und hieß The Deathrose, doch 1959 übertrug sie das Werk mit Hilfe von Freunden auf eine größere Leinwand. Sie arbeitete acht Jahre lang an dem fast 3,3 Meter hohen und 839 Kilogramm schweren Kunstwerk, das sie durch Auftragen und Abkratzen von Farbe schuf, bis ein skulpturales Relief entstanden war. Der größte Teil der Arbeit an The Rose endete, als sie im November 1965 aus ihrer Wohnung in der Fillmore Street vertrieben wurde. Ihr Freund Bruce Conner dokumentierte die Entfernung aus ihrer Wohnung in einem Kurzfilm mit dem Titel The White Rose (1967). Wie der Film zeigt, war das Gemälde so groß, dass die Wand unter einer Fensteröffnung ausgeschnitten wurde, um das Gemälde entfernen zu können. The Rose wurde 1969 im Pasadena Art Museum ausgestellt und wurde dann zum San Francisco Art Institute gebracht, wo das Werk zur Unterstützung und zum Schutz mit Gips bedeckt und schließlich hinter der Wand eines Konferenzraums aufbewahrt wurde. 1995 wurde es vom Whitney Museum of American Art in New York City erworben. Teilweise aufgrund gesundheitlicher Probleme, die sie während der Entstehung von The Rose erlitten hatte, legte DeFeo eine vierjährige Malpause ein.
Von 1959 bis 1962 erschienen zahlreiche Artikel in den Medien, die sie mit The Rose oder The Jewel zeigten. Walter Hopps, der sie ab 1957 in seiner Ferus Gallery in Los Angeles vertrat, versuchte sie während des mehrjährigen Entstehungsprozesses in populären Zeitschriften zu positionieren. Er arrangierte 1960 ein Shooting mit dem Fotografen Burt Glinn, der sie bei der Arbeit begleitete. Diese Aufnahmen erschien in mehreren Magazinen, so auch in einem Artikel im Look-Magazin über John F. Kennedy, der Jay DeFeo und The Rose als Höhepunkt der modernen Kunst der Vereinigten Staaten lobte.

## Fotografin und Hochschullehrerin
1966 zog DeFeo vom Zentrum der künstlerischen Tätigkeit in San Francisco in ein kleines Haus im kalifornischen Marin County. Dort begann sie eine gezielte und gründliche Erkundung mit der Fotokamera. Die meiste Zeit der 1970er-Jahre erstellte sie eine Vielzahl von Schwarz-Weiß-Fotografien, die sie in ihrer Dunkelkammer verarbeitete. Sie nutzte experimentelle Fototechniken, um neben dokumentarischen Bildern ihres Ateliers und in Arbeit befindlichen Gemälden außergewöhnliche Kunstwerke zu schaffen.
1969 ließ sie sich von Hedrick scheiden und begann eine dreizehnjährige Beziehung mit John Bogdanoff. Sie unterrichtete von 1964 bis 1971 am San Francisco Art Institute, von 1972 bis 1977 am San Francisco Museum of Art, von 1976 bis 1979 an der Sonoma State University und von 1978 bis 1981 am California College of the Arts.
Sie begann 1970 wieder mit der Studioarbeit. In den frühen 1970er-Jahren schuf sie Hunderte von Zeichnungen, Gemälden und Fotocollagen, die von Abstraktionen bis hin zu Stillleben auf der Grundlage prosaischer Objekte reichten. In den 1980er-Jahren kombinierte sie gestische Zeichensetzung mit nicht-organischer Struktur und kehrte nach von der Verwendung von Schwarz, Weiß und Grau zu einer Vollfarbpalette zurück.
1980 zog sie nach Oakland, wo sie bis 1989 am Mills College unterrichtete und Lucie Stern Trustee Professorin für Kunst wurde.
1987 erfüllte sie sich den lang gehegten Traum, nach Afrika zu reisen, was zu einer Reihe abstrakter Zeichnungen mit dem Titel Reflections of Africa führte. Auch nach der Diagnose Lungenkrebs im Jahr 1988 blieb sie produktiv. Dreihundert Menschen besuchten die Party zu ihrem 60. Geburtstag und der Keramiker Ron Nagle schenkte ihr eine rosa Tasse, die sie in mehreren kleinen Gemälden abstrahierte.
DeFeo starb 1989 im Alter von sechzig Jahren.
2007 wurde ihre Arbeit in der Ausstellung über feministische Kunst WACK! Art and the Feminist Revolution im Museum of Contemporary Art in Los Angeles aufgenommen. Seitdem wurden ihre Arbeiten in Museums- und Galerieausstellungen auf der ganzen Welt gezeigt. 2012 organisierte das Whitney Museum Jay DeFeo: Eine Retrospektive, die 2013 im San Francisco Museum of Modern Art zu sehen war. 2023 wurde ihre Arbeit in die Ausstellung Action, Gesture, Paint: Women Artists and Global Abstraction 1940–1970 in der Whitechapel Gallery in London aufgenommen.
Neben der Gründung der Jay DeFeo Foundation stiftete sie in ihrem Testament auch den Jay DeFeo MFA Prize am Mills College. Entsprechend ihrem Willen wurde die als Privatstiftung gegründete Stiftung später in eine gemeinnützige Stiftung umgewandelt.